# Anarquisme epistemològic

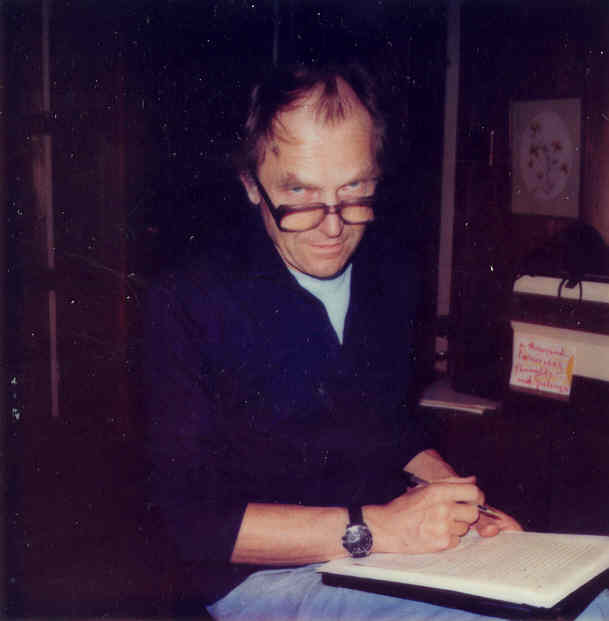
Paul Feyerabend proposà l'anarquisme epistemològic

L'anarquisme epistemològic, anarquisme metodològic o dadaisme epistemològic, és una teoria epistemològica desenvolupada pel filòsof de la ciència austríac Paul Feyerabend, que afirma que no hi ha regles metodològiques útils o lliures d'excepcions que regisquen el progrés de la ciència. Assevera que la ciència que funciona d'acord amb normes fixes i universals no és realista, sinó perniciosa i perjudicial. Proposa una epistemologia oberta, una sèrie d'instruments de recerca adaptables a cada context, però no postulats com a lleis inamovibles.
Feyerabend sostenia que una metodologia científica universalment vàlida era un contrasentit; no poden dictar-se normes a la ciència per desenvolupar-la. Criticà el cientificisme per ser «castells en l'aire». Atés que no hi ha coneixements certs i no se sap quins paradigmes dominaran la ciència futura, descartar-los ara suposa tancar portes. Feyerabend argumenta que la ciència és una empresa essencialment anàrquica;[1] els mètodes científics no són monopoli exclusiu en la lluita pel coneixement i els científics mai han actuat amb una tradició distintiva i definida. Descriu el procés de l'educació científica contemporània en una manera lleugera d'adoctrinament, amb la finalitat de fer la història de la ciència més avorrida, simple, uniforme, objectiva i més fàcil d'entendre amb normes estrictes i inflexibles.
La teoria suggereix tractar les lleis científiques (no la recerca científica en si) com una ideologia, juntament amb altres matèries com la religió, la màgia i la mitologia, i considera el domini de la ciència en la societat com un fet autoritari i injustificat. La promulgació d'aquesta teoria li donà a Feyerabend el títol del «pitjor enemic de la ciència» pels seus detractors.

## Anarquisme o dadaisme
L'ús del mot anarquisme en el nom reflecteix la prescripció del pluralisme metodològic de la teoria; tal com el mètode científic no té el monopoli de la veritat o de l'obtenció de resultats útils, l'enfocament pragmàtic és una actitud de «tot val» de cara a les metodologies. En edicions posteriors del seu Tractat contra el mètode, Feyerabend renegaria del terme «anarquisme» per considerar-lo massa lligat a pràctiques polítiques de «dedicació i seriositat puritana que deteste» (p. 12) i opta per emprar el terme «dadaisme». Aquest desplaçament terminològic no queda en mera marcació sinó que és desenvolupat en Cap a una teoria del coneixement dadaista. Resulta plausible pensar que la preeminència del terme «anarquisme epistemològic» enfront de la de «dadaisme epistemològic», malgrat l'aclariment documentat de l'autor, responga a certa intenció de desprestigi o menyspreu de la teoria, perquè l'anarquisme mai ha gaudit de bona premsa política o acadèmica; o perquè el dadaisme és considerat un marc epistèmic i històric marginal en comparació amb l'anarquisme. És doblement curiós si pensem que la mateixa definició d'anarquisme epistemològic prové de Feyerabend, a la qual no s'han adscrit oficialment més autors: sembla innecessari conservar-ne el terme.

## Motiu
La teoria es basa en l'observació que no hi ha un mètode científic d'identificació únic que siga coherent amb les pràctiques del paradigma del progrés científic: la revolució científica. És una crítica radical de la historiografia racionalista i empirista, que solen representar els actors de la revolució científica com a escrupolosos investigadors empírics, mentre en realitat moltes vegades, com fou el cas de Galileu, es basen més en la retòrica, la propaganda i l'epistemologia trucada per recolzar les seues doctrines, i els criteris estètics, capricis personals i factors socials són molt més freqüents que el que la historiografia dominant permet.
Les lleis científiques com les de la física aristotèlica o la newtoniana han demostrat no sols a nivell local ser incorrectes, sinó totalment falses, basades en suposicions sobre entitats inexistents. Les teories científiques no corresponen a la "veritat", sinó que s'ha d'avaluar la seua conveniència en altres motius. Feyerabend traça una comparança entre la manera en què un paradigma científic reemplaçà o triomfà sobre altre, i sobre la mitologia comparativa, en què els elements d'un mite s'adapten a un nou successor. Feyerabend afirma, amb Imre Lakatos, a qui identifica com un company anarquista epistemològic, que el problema de demarcació de distingir per raons objectives la ciència de la pseudociència és irresoluble.
A més, Feyerabend sosté que decidir entre tendències científiques en competència és complicat per la incommensurabilitat de les teories científiques: les teories científiques no poden conciliar-se o sintetitzar-se perquè la interpretació i la pràctica de la ciència sempre s'informa amb supòsits teòrics, la qual cosa porta als partidaris de les teories que competeixen a usar diferents termes i es perden en jocs lingüístics. Això per a Feyerabend és una altra raó per què la idea de la ciència com a procediment d'acord amb universals és històricament inexacta i prescriptivament inútil.

## Pilars
L'anarquisme de la ciència es constitueix en una crítica a la història de la ciència, un qüestionament al retrat discursiu construït per filòsofs a l'entorn dels procediments del quefer científic. La història de la ciència és tan complexa, caòtica i plena d'errors com les idees que conté; no obstant això ha estat reconstruïda sota la forma d'un relat "objectiu" i accessible a un plantejament constituït per regles estrictes i incanviables.
L'anarquisme epistemològic es configura com una crítica als procediments de reproducció del coneixement científic i a la seua posició hegemònica en la societat contemporània. La ciència, diu Feyerabend, té una doble autoritat, teòrica i social. L'educació científica es constitueix com un dispositiu de reproducció d'aquesta actitud reduccionista, i delimita un domini de recerca en què s'aïlla una parcel·la de coneixement a la qual se li confereix una lògica pròpia. Aquest domini uniformitza les seues accions i el procés històric es presenta a partir de "fets" estables que semblen mantenir-se malgrat les vicissituds de la història.
L'autor emfasitza la necessitat de no perdre de vista el fet que la ciència és una creació d'éssers humans concrets que viuen en una època determinada, la producció de la qual, com ha assenyalat Lakatos, està carregada de valoracions i judicis de valor acceptats per l'elit científica. Es tracta, doncs, d'una construcció discursiva realitzada a partir d'una determinada tradició; i per això es poden transformar les condicions en què circula com a discurs dominant: "és bo recordar constantment el fet que es pot escapar de la ciència tal com hui la coneixem, i que podem construir un món on no jugue cap paper".

## Proposta
Davant aquesta constatació, Feyerabend proposa una epistemologia anarquista, i això significa parlar del que sembla o no sembla apropiat quan es considera des d'un punt de vista particular i restringit, de manera que visions diferents, tarannàs i actituds diferents donaran lloc a judicis i mètodes d'apropament diferents. Aquesta multiplicitat de perspectives farà possible millorar el coneixement i alhora entendre la història d'una manera més plural. L'autor ha intentat emmarcar la seua teoria anarquista en un plantejament pluralista, per això ha assenyalat que la seua cerca no ha estat enquadrar-se dins d'una postura o una doctrina susceptible de convertir-se en una nova disciplina acadèmica, sinó que més aviat s'ha orientat cap a una manera de viure al marge de qualsevol disciplina. El plantejament d'una teoria anarquista apareix més com una manera d'abordar els problemes que com un corpus tancat que prescriu normes específiques en el treball científic. Això ens duu a comprendre l'epistemologia anarquista com una caixa d'eines, seguint el plantejament de Guattari, això és, com una sèrie oberta per construir un itinerari que l'investigador pot ajustar a les especificitats socials, afectives, tecnològiques, ambientals del seu context cultural.

## Conseqüències
L'anarquisme epistemològic té una doble dimensió: metodologicoepistemològica i eticopolítica. Conseqüència de la primera és que no hi ha regles definitives ni universals que orienten la pràctica científica, i amb això cal veure la concurrència d'elements no racionals i extracientífics en la construcció del coneixement científic. La segona va en contra dels conceptes universals que esdevenen totalitaris i excloents, i això portarà com a conseqüència l'obertura a noves perspectives i explicacions de mons possibles.